# الثقافة السياسية للولايات المتحدة
الثقافة السياسية هي جزء من مجتمع تتشارك فيه المواقف والمعتقدات لتأسيس هويته الفريدة التي تتعلق بالحوكمة العامة والخاصة و الثقافة السياسية هي التي تهم كل ما يتعلق بتدبير الشأن العام من نظام سياسي و قواعد لتنظيم العلاقات بين الحاكمين و المحكومين. في الولايات المتحدة، ترسخت على الأقل ثلاث ثقافات سياسية في أثناء فترة المستعمرات، وتشكلت في عدة مناطق مثل نيو إنجلاند بواسطة اللاجئين المتدينين من إنجلترا، وفي إقليم الأطلسي الأوسط من قبل المستعمرين الهولنديين، وفي فرجينيا من قبل المغامرين الإنجليز الباحثين عن الثروة في العالم الجديد، وفي كارولينا على يد المستثمرين الإنجليز الذين تصوروا نموذجًا لمجتمعًا دستوريًا. أثر المستعمرون الاسكتلنديون الأيرلنديون في فرجينيا وكارولينا، وفي عدة أماكن أخرى في الجنوب، وأثروا أيضًا في الشعلة الثقافية التي تكون منها الجنوب الأمريكي. بدأت كل تلك المستعمرات بتأسيس ثقافاتها في الجزر البريطانية وهولندا، وتطورت إلى ثقافات فريدة لا تزال موجوده حتى يومنا هذا في الولايات المتحدة.

## البحث عن الثقافة السياسية للولايات المتحدة
حدد العالم السياسي دانييل جاي. إليزار ثلاث ثقافات سياسية رئيسية، تتلاءم مع ثقافات ألكسيس دو توكفيل السياسية. تطورت الثقافة السياسية الأخلاقية في نيو إنجلاند وامتازت بتركيزها على المجتمع والفضيلة المدنية أكثر من السياسة الفردية. نشأت ثقافة السياسة الفردية بواسطة النفوذ الهولندي في إقليم الأطلسي الأوسط؛ إنها تعتبر التعددية الثقافية تطبيقًا عمليًا لها وتعتبر الحكومة ضرورةً نفعية. نشأت الثقافة السياسية التقليدوية في الجنوب، وكان لها دور بارز في ارتقاء النظام الاجتماعي وبناء الأسرة. قبلت هذه الثقافة بالتسلسل الهرمي الطبيعي في المجتمع ضرورةً لحماية المجتمع، وكان النظام ذا قيادة استبدادية في المجالات السياسية والدينية.
يُعتقد أن الثقافة السياسية التقليدوية أساس نشأتها على الأغلب في ولاية فرجينيا، التي تُعد أول المستعمرات الجنوبية وأكثرها اكتظاظًا بالسكان. كانت فرجينيا بعد الثورة أيضًا أقوى ولاية من الناحية السياسية: وفقًا للإحصاء السكاني الأول للولايات المتحدة في عام 1790، حصلت على أكبر نسبة ممثلين في الكونغرس مقارنة بما تتمتع به الولايات الأخرى حتى يومنا هذا. ومع ذلك، يجادل آخرون بأن ولاية كارولاينا الجنوبية ذات تأثير أكبر في نتيجة نموذجها الكبير (الغراند موديل) الذي يسمح لأصحاب الرقيق من بربادوس بإقامة أرستقراطية دائمة. قد ينتج عن هذا الالتقاء الفريد مجتمع عبودي بأغلبية سكانية من السود تسيطر عليه النخبة من أصحاب المزارع بشكل صارم. للحفاظ على مجتمع كهذا، تطلب الأمر تكثيف الحلول السياسية وتطوير أسطورة الاستبداد العنصري للبيض. انتشر نموذج كارولاينا الجنوبية الهجين في النهاية عبر الجنوب العميق وكان ثابتًا لا يتزعزع عن الترويج للثقافة الجنوبية، في حين كانت فرجينيا والولايات الجنوبية العليا الأخرى أقل ارتياحًا إزاء «المؤسسة الغريبة» للعبودية في المنطقة.
نظر العالم السياسي ريتشارد إيليس إلى المساواتية والفردانية والهرمية على أنها ثقافات حاسمة في الثقافة السياسية الأمريكية. تتطابق هذه الفئات الأساسية بشكل كبير مع تصنيف إليزار. وفقًا لإيليس، تُرسي كل تلك الثقافات المُثُلَ العليا كالمساواة والحرية التي صاغها جون لوك، ولكن ما تزعمه هو مجرد جزء مما وضحه لوك فقط، وهذا الجزء لا يتفق بالضرورة مع الكل.
وجد مؤلفون مشهورون انقسامات مماثلة داخل الثقافة السياسة للولايات المتحدة. حدد كولين وودارد إحدى عشرة «ثقافةً إقليميةً منافسة»، في حين حدد جويل غاريو تسعًا.
ترأس عالم النفس الاجتماعي بيتر جاي. رينتفرو جهودًا للبحث الذي يدعم بشكل عام نظرية ألزار في الثقافة السياسية، ووجد أن تحليل الرقعة الجغرافية يؤثر بشكل كبير في المتغيرات النفسية. استند بحثه حول «الطوبوغرافيا النفسية» إلى العينات المتعددة لأكثر من مليون شخص. توصل الباحثون إلى «دليل شامل للاختلاف الجغرافي عبر الولايات الأمريكية على الصعيد السياسي، والاقتصادي، والاجتماعي، والمؤشرات الصحية».

## الثقافة السياسية الأبالاشية والحدودية
استحوذ العديد من المستعمرين الذين سكنوا الجنوب على المناطق النائية، وعبروا في النهاية إلى جبال الأبالاش. من بين هؤلاء، كان الاسكتلنديون الأيرلنديون الذين قدموا من شمال أيرلندا والمنطقة الحدودية بين إنجلترا واسكتلندا من أكبر المستعمرين وأكثرهم نفوذًا. في حين اعتُبرت ثقافتهم ثقافةً سياسية مميزة في ذلك الحين (زمن الاستعمار)، فقد طوروا في النهاية العلاقة التكافلية مع النخبة من أصحاب المزارع في الجنوب. وفقًا لما كتب دبليو. جاي. كاش في كتابه عقل الجنوب: «التقت التقاليدُ الأرستقراطية تقاليدَ الغابات النائية وامتزجت بها».
قدم المؤرخ فريدريك جاكسون تيرنر أطروحةً بعنوان أطروحة الحدود في عام 1893، ناقش فيها الثقافة الأمريكية، ومن ضمنها الثقافة السياسية، وكانت مزيفةً مع انتقال الأمريكيين إلى الغرب. كانت الأطروحة شديدة وفردانية لكنها احتوت شكلًا بدائيًا من المساواتية. من وجهة نظر إلزار، اكتسب الجنوب أكثر هذه الصفات وحملها غربًا إلى عدة مناطق مثل ميسوري وتكساس ووصل بها حتى جنوب كاليفورنيا.

## ليبرالية لوكين والثقافة السياسية
هناك أطروحة أخرى موحدة عن الثقافة السياسية، مشابهه لأطروحة الحدود، ناقش فيها البعض ليبرالية لوكين باعتبارها التفسير الرئيسي للثقافة السياسية الأمريكية. ناقش العالم السياسي لويس هارتز على نحو وجيه المبادئ التأسيسية للأمة، التي استلهمت من مبادئ لوك إلى حد كبير، وخلقت ثقافة سياسية جديدة وفريدة من نوعها بالنسبة إلى الولايات المتحدة. كتب هارتز أن الأمة «تبدأ بلوك» و«تبقى مع لوك». ووجد أن ألكسيس دو توكفيل هو أول من أدرك هذا حين رأى أن الأمة كانت الأولى في خلق مستقبلها الديمقراطي دون الاضطرار إلى القيام بالثورة.

## الانقسام الحضري الريفي
يمكن اعتبار الثقافة السياسية منقسمة وفقًا للجغرافيا الحضرية والريفية. كانت الولايات المتحدة دولة ريفية إلى حد كبير حتى عام 1920. حين كشف التعداد السكاني لذلك العام أن عدد الدوائر المؤتمرية الحضرية يتجاوز عدد تلك الموجودة في المناطق الريفية، رفض أعضاء الكونغرس الريفيون الموافقة على إعادة التوزيع، وهي المرة الوحيدة التي حدث فيها ذلك. ما يزال الانقسام الثقافي حاضرًا حتى الآن، إذ ترتبط المناطق الريفية غالبًا بالثقافة السياسية التقليدوية، في حين تنحاز المناطق الحضرية عادة إلى الثقافة السياسية الأخلاقية والفردانية.

## إعادة تجميع الثقافات السياسية في المناطق الحضرية
حدد كل من الباحثين دانتي تشيني وجيمس غيمبل اثني عشر مجتمعًا ثقافيًا موجودًا في جميع أنحاء الولايات المتحدة، بقدر متفاوت من الكثافة الجغرافية. استُمدت هذه الفئات من تحليل البيانات الإحصائية، التي تقدم صورة أكثر واقعية عن النسيج الثقافي المنقسم جغرافيًا من حالة الولاية الشاملة والفئات الإقليمية. في الفضاء المادي، كما في الفضاء الإلكتروني، يصنف الناس أنفسهم بشكل متزايد ضمن مجتمعات يختارونها، أي يصبح بمقدور الأشخاص أن يختاروا المكان الذي سيعيشون فيه ومن سيتواصلون معه. يبدو أن الفرصة لاتخاذ خيارات كهذه قد تعزز الثقافة السياسية.